# Saint-Amancet
Saint-Amancet è un comune francese di 180 abitanti situato nel dipartimento del Tarn nella regione dell'Occitania.

## Società

### Evoluzione demografica
Abitanti censiti